# Gymnasium Ergolding
Das Gymnasium Ergolding in Ergolding ist eines von drei Gymnasien im Landkreis Landshut. Es hat einen naturwissenschaftlich-technologischen (NTG) und einen wirtschaftswissenschaftlichen (WSG-W) Zweig. Es ist eines der modernsten Gymnasien Bayerns. Beim Bau wurde besondere Sorgfalt auf eine energieeffiziente Beheizung, eine intelligente Be- und Entlüftung sowie moderne LED-Beleuchtungstechnik verwandt. Es wird zu ca. 80 Prozent mit Erdwärme beheizt.

## Geschichte
Am 2. Februar 2009 entschied sich der Kreistag gegen den Bau eines neuen Gymnasiums und zog einen bereits ein Jahr zuvor genehmigten Antrag beim Kultusministerium und Finanzministerium wieder zurück. Argumentiert wurde mit fehlendem Bedarf wegen sinkender Schülerzahlen. Dagegen formierte sich Widerstand in der Bevölkerung. Eine Bürgerinitiative („Pro Gymnasium“) sammelte die Unterschriften für einen Bürgerentscheid. Dieser wurde am 7. Juni 2009 parallel zur Europawahl 2009 durchgeführt. Eine Mehrheit sprach sich für ein neues Gymnasium aus. Der Kreistag folgte dem Votum der Bürger und stellte einen neuen Antrag beim Kultus- und beim Finanzministerium, der am 1. Oktober 2009 positiv beschieden wurde. Das bayerische Kultusministerium betonte 2010 die Notwendigkeit des in Planung befindlichen Gymnasiums mit seit 2002 steigenden Übertrittszahlen auf diese Schulform.
Am 21. Dezember 2009 wurde im Kreistag mit knapper Mehrheit für Essenbach als Standort votiert. Das bayerische Kultusministerium lehnte ihn jedoch ab. Mit 51:8 Stimmen entschied man sich dann im Juli 2010 für den Standort Ergolding.
Ein etwa 30.000 Quadratmeter großes Grundstück am Ergomar geriet in die Schlagzeilen wegen einer 110-kV-Hochspannungsleitung. Im März 2011 entschied sich der Kreistag für einen alternativen Standort zwischen Sonderpädagogischem Förderzentrum (SFZ) und der B15.
Mitte Januar 2011 schränkte der Hochbau-Ausschuss des Kreistages den Bewerberkreis für die Planung des neuen Gymnasiums von 21 auf acht Architekturbüros ein und eine Projektgruppe bestehend aus sechs Kreisräten, Vertretern der Landkreis-Verwaltung und dem Landrat für das Vergabeverfahren der einzelnen Gewerke wurde gebildet. Eine Vorentwurfsplanung wurde im Mai dem Kreistag durch die beauftragte ARGE Behnisch Architekten – Architekturbüro Leinhäupl und Neuber (München/Landshut) sowie dem Landschaftsarchitekten Brenner vorgestellt. Die Genehmigung für eine Ganztagsschule lag nun ebenfalls vor. Die Projektsteuerung übernahm die BPM Bau- und Projektmanagement Hartl GmbH. Anfang November erteilte die Regierung Niederbayern ihre Zustimmung zum vorzeitigen Maßnahmebeginn.
Dem Spatenstich am 30. November 2011 folgte im April 2012 das Richtfest. Der österreichische Kabarettist Walter Martetschläger trug den Richtspruch vor: „Fürn ganzen Landkreis is a G'winn, des neue Gym in Ergolding.“ Mit Veröffentlichung der Ausschreibungsunterlagen am 2. November 2012 startete der Innausbau und die Errichtung der Außenanlagen. In einer Rekordzeit von 18 Monaten war der Bau fertiggestellt. Die Baukosten des Gymnasiums Ergolding betrugen 32 Millionen Euro. Die Förderung des Freistaates Bayern lag bei 10,4 Millionen Euro (8,8 Millionen für den allgemeinen Schulbetrieb und 1,635 Millionen Euro für die Ganztagsbetreuung); die Marktgemeinde Ergolding steuerte das Grundstück kostenlos bei.
Eine der Herausforderungen war die Einbindung des Gymnasiums in den öffentlichen Personennahverkehr (ÖPNV). Hierzu gehört auch die Errichtung mobilen Druckknopfampelanlage zum Schuljahr 2013/2014 an der Kreuzung der Industriestraße (Kreisstraße LA 52) mit der Bauhofstraße und der Straße Am Sportpark zur Erhöhung der Schulwegsicherheit.
Bis zum Stichtag des Anmeldeverfahrens hatten sich 132 Schüler für die fünften und weitere 60 für die sechsten Klassen angemeldet. Der Schulbetrieb startete am 12. September mit fünf fünften und drei sechsten Klassen. Ursprünglich war auch vorgesehen, die siebte Klasse einzuführen, hierfür gab es aber nicht genügend Anmeldungen. Parallel zu Planung und Bau waren Vorläuferklassen am Hans-Leinberger-Gymnasium in Landshut gebildet worden. Nach mit 27 Schülern zunächst schleppenden Anmeldungen bis Mitte Mai 2010 gab es dann aber allein für die Vorläuferklassen zur sechsten Klasse insgesamt 50 Schüler. Die erste Informationsveranstaltung für die Eltern fand am 30. Januar 2013 statt. Offizielle Einweihung war am 8. November 2013. Mit dem Schuljahr 2015/2016 hat es mit 416 Kindern die Hälfte seiner Kapazität erreicht und mit der achten Klassenstufe den Einstieg in die Mittelstufe begonnen. Die Gesamtschülerzahl stieg zum Schuljahr 2016/17 auf insgesamt 520, davon 301 Buben und 219 Mädchen. Zum Schuljahr 2020/21 stieg die Schülerzahl stieg auf ca. 900. Die Neuanmeldungen für das Schuljahr 2019/2020 betrugen 101. Mit dem Schuljahr 2019/2020 gab es erstmals einen Abiturjahrgang.

### Kurzchronik
| Datum                | Ereignis                                                               |
| -------------------- | ---------------------------------------------------------------------- |
| 2. Februar 2009      | Kreistag entscheidet gegen Neubau eines Landkreis-Gymnasiums           |
| 7. Juni 2009         | Bürgerentscheid für ein neues Landkreis-Gymnasiums                     |
| 1. Oktober 2009      | Kultus- und Finanzministerium genehmigt Neubau                         |
| Juli 2010            | Entscheidung für Ergolding als Standort                                |
| Mai 2011             | Vorstellung Vorentwurfsplanung im Kreistag                             |
| Anfang November 2011 | Regierung von Niederbayern stimmt vorzeitigem Maßnahmenbeginn zu       |
| 30. November 2011    | offizieller Spatenstich                                                |
| April 2012           | symbolische Grundsteinlegung                                           |
| 14. Dezember 2012    | Richtfest                                                              |
| 30. Januar 2013      | erste Informationsveranstaltung zur Einschulung                        |
| 18. März 2013        | zweite Informationsveranstaltung zum Übertritt                         |
| 4. Mai 2013          | „Tag des neuen Gymnasiums“ (Tag der offenen Tür)                       |
| 12. September 2013   | Aufnahme des Schulbetriebes zum Schuljahr 2013/2014 mit der Unterstufe |
| 8. November 2013     | offizielle Einweihung                                                  |
| Schuljahr 2015/2016  | erstmaliger Mittelstufenunterricht                                     |

| Schuljahr | Gesamtzahl Schüler |
| --------- | ------------------ |
| 2013/2014 | 203                |
| 2014/2015 | 316                |
| 2015/2016 | 416                |
| 2016/2017 | 520                |
| 2017/2018 | 631                |
| 2018/2019 | 747                |
| 2019/2020 | 822                |

| Schuljahr | Neuanmeldungen |
| --------- | -------------- |
| 2013/2014 | 132            |
| 2014/2015 | 116            |
| 2015/2016 | 113            |
| 2016/2017 | 110            |
| 2017/2018 | 131            |
| 2018/2019 | 134            |
| 2019/2020 | 102            |

## Lage und Architektur
Das Schulgebäude liegt direkt neben einem Landschaftsschutzgebiet und nur durch einen Grünstreifen getrennt in direkter Nachbarschaft zum Sonderpädagogischen Förderzentrum (SFZ). Mit begrünten Dächern gliedert sich die Anlage in dieses Ensemble ein. Die Schule ist nach Norden ausgerichtet, damit die Klassenräume gleichmäßig vom Tageslicht durchflutet werden. Eine ausgeklügelte Lichttechnik mit Lichtumlenksystemen leitet das Licht von der Südfassade in die Klassenräume um und sorgt zusammen mit drei Lichtkuppeln im Obergeschoss dafür, dass normalerweise kein künstliches Licht benötigt wird. Die übrige Beleuchtung ist zu 100 Prozent in LED-Lichttechnik ausgeführt. Die von Norden, Osten und Westen kommenden Besucher betreten an zentraler Stelle das Gebäude. Die zentrale Einheit ist hier das Foyer, das diverse Funktionen übernimmt: Zugang zur Schule, Pausenhalle, allgemeiner Aufenthaltsbereich, Veranstaltungsort und Ausgangspunkt für die Treppenhäuser und Flure, die das Schulgebäude erschließen. Das Atrium ist Licht durchflutet. Die einzelnen Klassentrakte rahmen es mit einer offenen Galerie ein. Etwa 1400 Personen haben stehend oder etwa 400 Personen im Sitzen in der Aula Platz, die sich über drei Stockwerke verteilt. Im Erdgeschoss schließen sich die Mensa, ein Verwaltungstrakt sowie die Bibliothek an. Außerdem erhält man Zugang zur Sporthalle und den Räumen für die Musikerziehung. Die Flure wiederum sind so gestaltet, dass sie nicht nur den Zugang zu den Klassenräumen ermöglichen, sondern auch Raum zur Begegnung eröffnen. Neben den räumlichen Funktionen übernimmt die Aula auch eine wichtige Funktion für die Gebäudetechnik. So wird die Abluft über die Flure zur Aula geführt und dort abgesaugt. Die Klassenräume werden über ein Hybrid-System belüftet. Die in die Klassenräume eingeblasene Luft verdrängt die Abluft, welche dann über die Flure abgeleitet wird. Der Primärenergiebedarf beträgt nur 104,7 kWh/m²a. Damit werden die Anforderungen der Energieeinsparverordnung für Gebäude (EnEV 2009) um 37 % unterschritten.
Nachdem die ARGE-Architekten bereits Ende 2015 mit dem WAN Colour Architecture Award 2014 für ihr Konzept zur Farbgebung des Gebäudes ausgezeichnet worden waren erhielten Sie vom bayerischen Landesverband des Bunds Deutscher Architekten (BDA) für „staunenswerte Treppenanlagen, Räume und Farbspiele, wo architektonische Verschwendung und barocke Vielfalt möglich sind“ den „BDA-Preis Bayern“ in der Kategorie „Bauen für die Gemeinschaft“.

## Gestaltung
800 Schüler haben Raum im Gymnasium. Als einziges der drei Gymnasien des Landkreises bietet es einen wirtschaftswissenschaftlichen Zweig an. Außerdem verfügt es als weiteres Alleinstellungsmerkmal über eine gebundene Ganztagsschule und bietet die offene Ganztagsschule an. Das Gymnasium ist vierzügig. Lediglich im Eröffnungsschuljahr 2013/2014 startete es mit fünf fünften und drei sechsten Klassen, die von 203 Schülern besucht wurden.
Es verfügt über 24 Klassenräume, acht Kursräume und vier Mehrzweckräume. Hinzu kommen diverse Funktionsräume wie z. B. eine Bibliothek oder ein Elternsprechzimmer. Außerdem verfügt es über eine integrierte Doppelsporthalle sowie einen großen und einen kleinen Allwetterplatz.
Die Ausstattung ist auf modernstem technischen Stand. Es gibt z. B. keine traditionellen Kreidetafeln mehr. Die Klassenräume sind mit sogenannten interaktiven Whiteboards ausgestattet, welche die Einbindung digitaler Medien in den Unterricht ermöglichen. Damit gehört das Gymnasium Ergolding aktuell zu den Modernsten ganz Bayerns.

## Ausbildungsrichtungen
| Naturwissenschaftlich-technologische Ausbildungsrichtung |                                                                                                |
| Sprachen                                                 | ab 5. Klasse: 1. Fremdsprache: Englisch ab 6. Klasse: 2. Fremdsprache: Latein oder Französisch |
| Schwerpunkte                                             | ab 8. Klasse: Chemie und verstärkt Physik                                                      |
| Wirtschaftswissenschaftliche Ausbildungsrichtung         |                                                                                                |
| Sprachen                                                 | ab 5. Klasse: 1. Fremdsprache: Englisch ab 6. Klasse: 2. Fremdsprache: Latein oder Französisch |
| Schwerpunkte                                             | ab 8. Klasse: Wirtschafts- und Rechtslehre und Wirtschaftsinformatik                           |

## Schulleben

SOR-SMC-Logo

Das Gymnasium nimmt an folgender Initiative/Programm teil:
- Schule ohne Rassismus – Schule mit Courage – seit Oktober 2019[53]

Ergolding ist eines von 13 Gymnasien in Bayern, welches mit „Mathematik/MINT“ einen schulübergreifenden Pluskurs anbietet. Mit dem Schuljahr 2016/2017 startet an drei der fünf achten Klassen ein Tablet-Projekt. Besonderheit ist ein möglicher Einsatz des Gerätes als Taschenrechner bei Prüfungen in Mathematik und Physik.
Ein Unterstufenchor sowie ein Eltern-Lehrer-Chor feierten beim Weihnachtskonzert am 18. Dezember 2013 ihren ersten Auftritt. Ebenfalls im Schuljahr 2013/2014 gibt die Kooperationsschulspielgruppe des Gymnasiums Ergolding und des Sonderpädagogischen Förderzentrums ihr Debüt und etabliert sich in Form eines Kooperationstheaters in den Folgejahren als Leuchtturmprojekt der Bildungsregion Landshut. Im Juli 2014 erschien die erste Ausgabe der Schülerzeitung „TippX“.
Mit dem Bayerischen Fußball-Verband und in Zusammenarbeit mit dem Deutschen Fußball-Bund (DFB) startet das Gymnasium Ergolding im April 2014 das Pilotprojekt „Junior-Coach“. Dabei werden 15- bis 18-jährige Schüler zu Trainern für Schule und Verein ausgebildet. Diesem Pilotprojekt mit überregionaler Bedeutung werden sich weitere Schulen und Gymnasien aus allen Regierungsbezirken Bayerns im Schuljahr 2013/2014 anschließen. In den Osterferien 2017 findet der Lehrgang zum dritten Mal statt. Im Mai 2016 wurde die Schule zur Stützpunktschule für Fußball in der Region Landshut ernannt.
Unter dem Namen „Campus Ergolding“ startete am 9. April 2014 eine Veranstaltungsreihe, die sich sowohl an Schüler, Eltern als auch die Öffentlichkeit richtet.
Für die Mittagsverpflegung gibt es eine Mensa mit einem modernen, bargeldlosen Bestell-, Ausgabe- und Abrechnungssystem.
Es konnten diverse Paten z. B. aus Sport und Wirtschaft gewonnen werden. Am 7. April 2014 wurde der Förderverein Gymnasium Ergolding gegründet.
Mit dem Beginn des Schuljahres 2017/2018 bestand der gemäß Art. 66 Satz 1 des Bayerischen Gesetzes über das Erziehungs- und Unterrichtswesen (BayEUG) neugewählte Elternbeirat erstmals aus 12 Personen.